# Farida Yasmin
Farida Yasmin é uma jornalista de Bangladesh, jornalista sênior do The Daily Ittefaq e atual secretária-geral do Bangladesh National Press Club. Em 2017, ela foi eleita a primeira secretária-geral do Bangladesh Press Club.. Ela foi a ex-secretária adjunta do National Press Club.

## Primeiros anos
Yasmin nasceu em Raipura Upazila, Narsingdi. Seu pai, Shakhawar Hossain Bhuiyan, e sua mãe, Jahanara Hossain. Ela era aluna da Shibpur Girls High School, Narsingdi. Ela passou no exame SSC da Shibpur Girls High School e no exame HSC do Eden Mohila College. Yasmin concluiu o mestrado na Universidade de Daca.

## Carreira
Yasmin foi eleito secretário adjunto do National Press Club de Bangladesh em 2011, e 2012. Em 2013, ela anunciou que os criminosos de guerra Abdul Quader Molla e Muhammad Kamaruzzamann foram expulsos do clube de imprensa, dizendo "A decisão unânime veio na reunião do comitê de gestão do JPC". Ela é a secretária adjunta do Fórum de Mídia da Mulher do Sul da Ásia e foi membro fundador do fórum. Ela falou por manter a idade de casamento em Bangladesh em 18 anos para as mulheres.
Em 2016, Yasmin foi nomeada vice-presidente da Associação de Ex-alunos de Comunicação e Jornalismo da Universidade de Daca. Ela foi eleita Secretária Geral do Jatiya Press Club em 1 de janeiro de 2017. Ela foi a primeira mulher Secretária Geral do Jatiya Press Club. Ela foi reeleita para o cargo de Secretária Geral do Jatiya Press Club em 18 de dezembro de 2018. Ela é editora e editora de womeneye24.com.

## Vida pessoal
Yasmin é casada com o jornalista Naem Nizam. Eles têm um filho e uma filha.